# Café Tacvba
Café Tacuba, stylisé Café Tacvba (prononcé kaˈfe taˈkuβa), est un groupe de rock alternatif mexicain, originaire de Ciudad Satélite, dans l'État de Mexico. Le groupe, dont la musique ne peut être facilement classée dans un genre particulier dû à la versatilité de ses rythmes, commence sa carrière professionnelle en 1989, bien qu'ils existaient déjà avant. Ils remportent un Grammy Award et un Latin Grammy Awards. Le nom d'origine, Café Tacuba est modifié pour celui de Café Tacvba, avec un « v » pour éviter des conflits légaux avec un restaurant d'un nom similaire: El Café de Tacuba, situé dans le centre de Mexico.
Los Tacubos, nom populaire du groupe, manie une grande quantité de styles, ce qui en fait un des groupes les plus innovants de leur pays, ayant touché au hip-hop, ska, rock, metal et d'autres genres. Cela leur permet d'enregistrer dix disques présentant des rythmes, des voix, des instruments et des thèmes bien différents. La plus grande particularité de leur son est probablement la voix nasale de Albarrán, combinée à sa grande capacité pulmonaire. En dépit de chanter en espagnol, ils ont une significative quantité d'adeptes anglophones. Leur musique a été influencée en grande partie par la musique folklorique de la population indigène de Mexico, mais aussi par d'autres groupes mexicains et américains. Les thèmes abordés sont très différents, par exemple Chilanga banda, de Jaime López, qui parle d'une nuit de fête entre amis fait usage du jargon de la capitale mexicaine, et contient des rythmes de rap ; El fin de la infancia utilise des instruments à vent et un rythme caractéristique du Nord-Est du pays; Revés contient une once d'électronique et Bar Tacuba lui, un degré de profondeur dans les paroles et une musique si forte qu'elle rappelle des groupes comme El Tri et Soda Stereo.
Le groupe a réalisé des projets en collaboration avec des artistes comme Plastilina Mosh, Kronos Quartet, David Byrne, Celso Piña, Inspector, Maldita Vecindad, María Barracuda, El Gran Silencio et Ofelia Medina. Ils ont alterné avec Incubus, Beck, Enanitos Verdes, Gustavo Cerati et Los Tres. Le groupe a également participé à la conception de la BO du jeu LittleBigPlanet sur PlayStation 3 par son titre Volver a comenzar.

## Biographie

### Débuts (1989–1990)

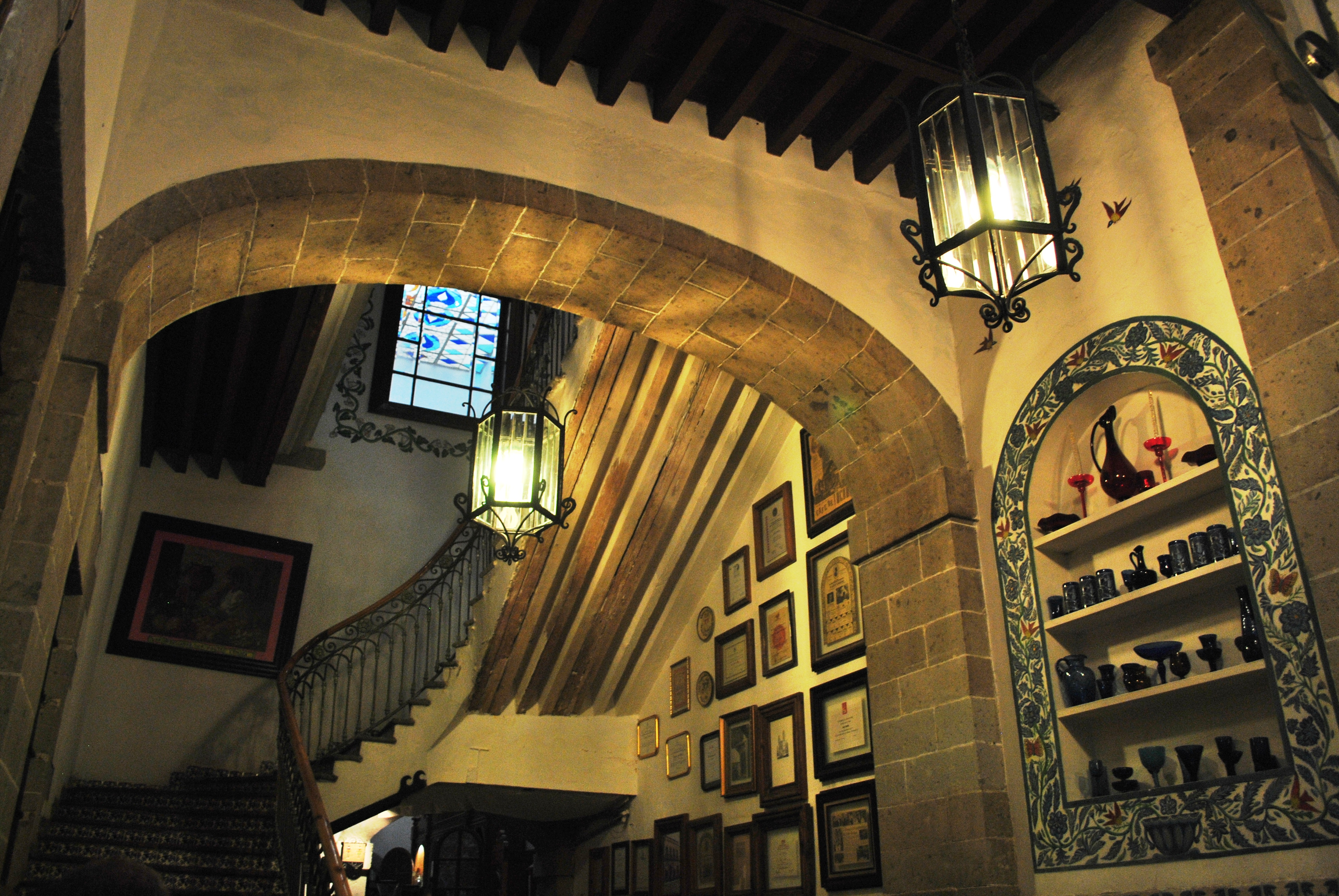
Le Café de Tacuba.

Anciennement connu sous le nom d'Alicia ya no vive aquí (un hommage à Alice Doesn't Live Here Anymore de Martin Scorsese), le groupe adopte son nom de Café Tacuba définitivement, dans le Café de Tacuba, localisé au centre-ville de Mexico. Le café, qui a ouvert en 1912 et qui connaitra un pic dans les années 1940 et 1950, représente en ce temps la scène Pachuco, duquel s'inspirera le groupe. Le Café de Tacuba est toujours actuellement en activité dans le centre historique de Mexico. Le groupe change de nom en Café Tacvba avec un « v » pour éviter des conflits légaux avec le restaurant,.
Le chanteur Rubén Albarran et le guitariste José Alfredo Rangel se rencontrent pendant un cours d'étude en art graphique à la Metropolitan Autonomous University de Mexico,.  Le frère de Rangel, Enrique, complète la formation en 1989. Le groupe commence à jouer dans le garage d'une maison dans leur quartier, Satélite, une zone modeste située dans la municipalité de Naucalpan, au nord de Mexico. Café Tacvba est principalement inspiré par les groupes de rock alternatif des années 1980 comme The Cure, The Clash, The Smiths, et Violent Femmes. Le groupe chante principalement en espagnol. Café Tacvba passe de groupe de garage à groupe de concert le 27 mai 1989, en rejoignant la scène entourant El Hijo del Cuervo, un club culturel de Coyoacán.

### Premiers succès (1991–1996)

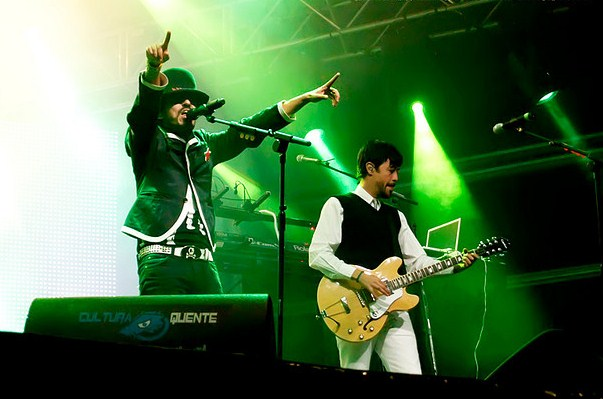
Café Tacvba jouant à Pontevedra, Espagne.

Le premier album du groupe, Café Tacvba, est publié en 1992, et est extrêmement populaire au Mexique. Le groupe expérimente plusieurs genres musicaux variant de punk et ska, à electronica et hip-hop, en passant par des genres musicaux locaux comme le norteño, bolero, et ranchera,. Café Tacvba publie cinq singles extraits de l'album – Maria, Rarotonga, Las Persianas, La Chica Banda et Las Batallas – tous accompagnés de clips, à l'exception du dernier. María, réalisé par Gustavo Garzón, est nommé dans la catégorie de vidéo de l'année aux Lo Nuestro Awards of 1993.
Deux ans plus tard, le groupe enregistre une suite, intitulée Re, en 1994. Les singles La Ingrata, Las Flores, et El Ciclón sont des succès commerciaux. L'album fait participer Luis Conte et Alejandra Flores, faisant usage d'instrumentations non habituelles pour le rock comme jarana, guitarrón, melodeon, et boite à rythmes. L'album mêle rock alternatif, punk rock, et heavy metal et style latino traditionnels, un mélange qui contribuera beaucoup à la popularité du groupe. Pendant la promotion de l'album, le New Music Seminar de New York, en 1995, les aide à attirer l'intérêt médiatique aux États-Unis.
En 1996, Café Tacvba publie Avalancha de éxitos, un album qui reprend d'autres groupes et artistes hispaniques. Les chansons sont enregistrées dans le même studio que Re. Avalancha de Éxitos marque la première apparition de Café Tacvba, à la 12e place du Billboard Latin Pop Chart, et à la 28e place des Top Latin Albums. En 1996, le groupe publie aussi à l'album Silencio=Muerte: Red Hot + Latin, produit par la Red Hot Organization avec David Byrne. Le clip du single Como te extraño est nommé pour un Lo Nuestro Award.

### Revés/Yo soy(1997–1999)
À la veille de leur tournée internationale, Café Tacvba quitte la musique. Ils passeront un an et demi à expérimenter de nouveaux sons allant de l'ambient electronica à la musique concrète, et en collaborant même avec Kronos Quartet. Santaolalla aime le résultat et décidera d'en faire un album. WEA, cependant, n'apprécie pas l'idée de publier l'album instrumental de chansons expérimentales. Finalement, WEA et Café Tacvba atteignent un compromis : si le groupe enregistre un second album composé de chansons plus conventionnelles, le label publiera un package double-disque qu'il vendra pour le prix d'un album standard.
Comme convenu, le groupe revient en studio pour enregistrer un album d'anciennes chansons, et publie Revés/Yo soy en 1999. L'album est un double-disques, qui comprend instrumentaux et nouvelles chansons. L'album est notable grâce au style de Rubén Isaac Albarrán. Il comprend deux singles populaires, La Locomotora et La Muerte chiquita. L'album remporte un Latin Grammy dans la catégorie de meilleur album rock.

### Pause et accord chez MCA (2000–2002)

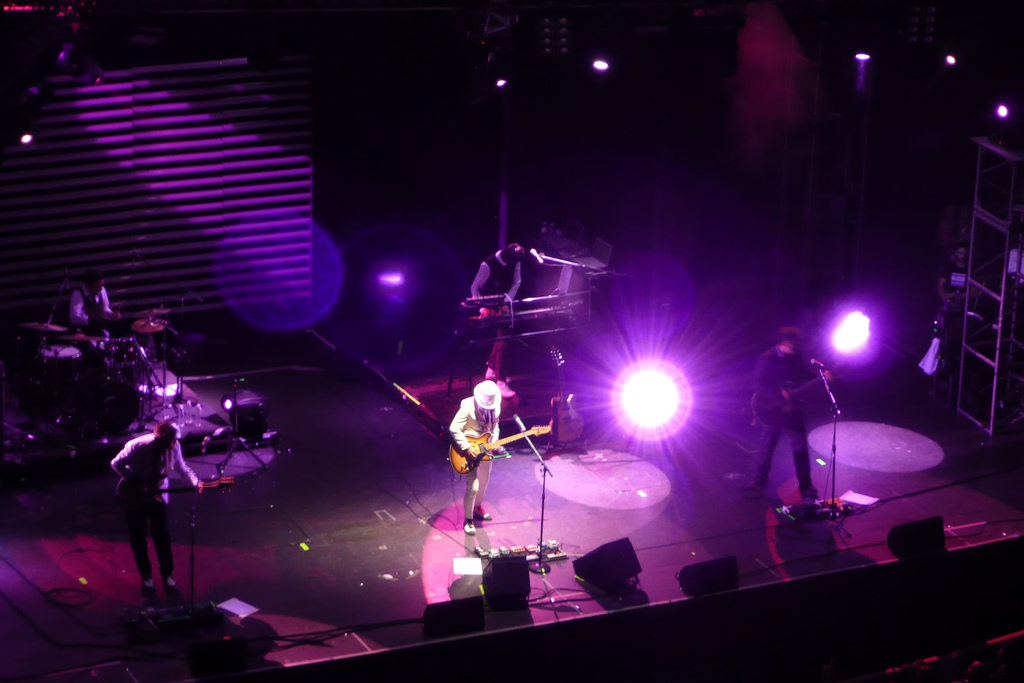
Café Tacvba à Buenos Aires, Argentine, le 22 février 2008.

Après Revés/Yo soy, le groupe ne publie rien de nouveau pendant quatre ans. Entretemps, Café Tacvba contribue à des bandes originales comme celles de Amores Perros (2000) et Y tu mamá también (2002), ainsi qu'à l'album-hommage El mas grande homenaje a Los Tigres del Norte (2001), qui comprend une reprise de Futurismo y tradición. Aussi, les guitaristes Emmanuel del Real Díaz et Joselo Rangel produisent deux chansons pour Julieta Venegas : Me van a matar et Disco eterno. Rangel travaillera aussi sur un album solo, Oso, en 2003, produit par Albarrán.
Alors que Café Tacvba se met à d'autres projets, ils cherchent un nouveau contrat ; une relation de WEA mènera à la sortie de trois compilations publiées en 2001 : Tiempo transcurrido: The Best of Café Tacvba; une collection de clips homonyme ; et Lo Esencial de Café Tacvba. Maverick Records, label de Madonna, autait supposément voulu signer Café Tacvba ; cependant, le groupe décide de signer chez MCA Records en 2002.

### Jei Beibi(depuis 2016)
Café Tacvba publie le single Un Par de lugares en octobre 2016. Le 1er janvier 2017, ils publient le single Futuro, et, le 10 mars, le single Disolviéndonos.

## Membres

### Membres actuels
- Rubén Isaac Albarrán Ortega - chant, guitare. Jusqu'en 2001, il joua dans un groupe alternatif instrumental appelé Villa Jardín. En 2006 il fit la promotion de ses débuts en solo, Bienvenido al sueño, disque électronique instrumental aux influences bouddhistes et précolombiennes mexicaines ou, comme lui-même le dit « musique protonique pour ne pas le limiter ou le stéréotyper. » Il est aussi connu sous le nom de Juan, Pinche Juan, Cosme, Masiosare, Anónimo, Nrü, Amparo Tonto Medardo In Lak’ech, At Medardo ILK, G3, Gallo Gasss, Gallo Glass, Élfego Buendía, Rita Cantalagua, Sizu Yantra, Ixaya Mazatzin Tleyotl ou Ixxi Xoo, et maintenant Cone Cahuitl. Il vécut les quatre premières années de sa vie à Monterrey. Il étudia à l'Université Autonome Métropolitain de Mexico (UAM) une licence en conception graphique.
- Emmanuel del Real Díaz (Meme) - claviers, guitare acoustique, piano, programmation, chant, mélodica. Il travaille avec le label Noiselab et compose pour des groupes comme Natalia et La Forquetina. Il est connu comme Meme ou DJ Angustias. Il étudiait à l'Université Autonome Métropolitain de Mexico (UAM)
- José Alfredo Rangel Arroyo (Joselo) - guitares électrique et acoustique, chant. En 2001 il sort son premier disque solo, Oso, produit par son ami Rubén Albarrán et accompagné par le groupe mexicain Liquits. En 2005 il présente sa seconde œuvre, Lejos, enregistrée dans les Studios Sud du Chili, sous la production de Álvaro Henríquez, qui a d'ailleurs joué de la guitare dans toutes les pistes du disque. Il étudia à l'Université Autonome Métropolitain de Mexico (UAM) une licence en conception graphique.
- Enrique Rangel Arroyo (Quique) - basse, contrebasse, guitarrón, chœurs. Graphiste de profession, il tient son propre atelier où il réalise le travail graphique des projets solos des membres du groupe mais aussi du groupe comme tel, en plus de celui d'autres collègues. Il joue aussi dans le groupe Los Odio avec Paco Hubidoro, Javier de la Cueva et Tomás, le batteur de La Lupita.

### Anciens membres
- Alejandro Flores - interprète de musique folklorique, est considéré comme le cinquième Tacubo étant donné qu'il a joué du violon à presque tous les concerts du groupe depuis 1994.
- Luis Ledezma (El Children) - batterie à tous les concerts (mais pas dans toutes les chansons du dernier album) mais n'est pas considéré comme membre officiel du groupe.

## Discographie
- 1992 : Café Tacuba
- 1994 : Re
- 1996 : Avalancha de Éxitos
- 1998 : Revés/Yo Soy (Latin Grammy Awards du meilleur album de rock en 1999)
- 2000 : Tiempo Transcurrido (best-of)
- 2001 : Lo esencial de Café Tacvba (compilation des disques Café Tacvba, Re, et Avalancha de éxitos)
- 2002 : Vale Callampa
- 2003 : Cuatro Caminos
- 2005 : Un Viaje (album live)
- 2005 :  MTV Unplugged (acoustique)
- 2007 : SiNo
- 2012 : El Objeto Antes Llamado Disco
- 2017 : Jei Beibi
- 2019 : Un Segundo MTV Unplugged